# Ploșniță de pat
Ploșnița de pat (Cimex lectularius) este o insectă hematofagă parazită a omului și a păsărilor (găina și porumbelul), cu aripi atrofiate, din subordinul heteropterelor, de culoare brună-roșiatică, cu corpul oval, turtit dorso-ventral și miros urât caracteristic, care trăiește și își depune ouăle prin crăpăturile pereților sau ale mobilelor și iese noaptea pentru a se hrăni cu sângele omului sau al păsărilor, iar în timpul zilei rămâne ascunsă. Ploșnița de pat nu este cunoscută ca fiind vectorul vreunei boli, dar înțepătura ei se poate infecta. Combaterea se face cu insecticide speciale sau prin tratamente termice specifice, această insectă fiind sensibilă atât la temperaturi înalte (peste 50 grade celsius) cât și la temperaturi foarte joase (-18-20 grade celsius). Totuși există o diferență importantă în ceea ce privește tratamentele termice și anume că în timp ce expunerea la temperaturi înalte trebuie să fie pentru câteva zeci de minute pentru a afecta iremediabil insecta sau ouăle acesteia expunerea la temperaturi foarte joase trebuie fie efectuata pe parcursul câtorva zile pentru ca și ouăle să fie afectate prin înghețare.

## Reproducerea și durata de viață
Reproducerea și durata de viață a ploșniței de pat a fost studiată indelung pe parcursul ultimilor ani, insecta inmulțindu-se prin ouă și parcurgând 5 etape de dezvoltare de la faza de ou până la faza de adult, aceste etape de dezvoltare fiind parcurse într-o perioadă de aproximativ 6-10 luni. Durata medie de viață a unei ploșnițe este de aproximativ 12 luni dar durata de viață este influențată și de temperatura ambientală în care insecta se dezvoltă. Insectele care se dezvoltă în medii mai racoroase (10-20 grade celsius) au tendința de a trăi mai mult, până la 14-15 luni, ciclul de dezvoltare bilogic fiind astfel incetinit de temperatura ambientală a mediului. Cele care trăiesc și se dezvoltă in medii mai calduroase (25-35 grade) au tendința de a trăi mai putin (8-10 luni) ciclul de dezvoltare biologică al acesteia fiind accelerat de temperatura ambientală încă din faza de ou care va ecloza mai rapid. Un factor important care face ca insectele să dăuneze grav sănătății umane este capacitatea lor reproductivă ridicată. Prin urmare, înțelegerea modului în care insectele produc descendenți abundenți și modul în care capacitatea de reproducere poate fi suprimată au fost printre subiectele principale în cercetările privind controlul și gestionarea dăunătorilor.

## Habitat
Ca habitat, ploșnița prefera zonele întunecate și liniștite din apropierea gazdei de la care va încerca să se hrănească. Se ascunde în locurile greu accesibile și la colturile mobilei, la cusăturile saltelei sau pe tăblia sau somiera patului. Este atrasă la hrană de dioxidul de carbon și de căldura pe care o emit oamenii cu precădere în timpul somnului. De obicei poate fi observată noaptea, atunci când nu este lumină, moment în care va ieși din ascunzișuri să se hrănească. Adeseori sunt prezente în hoteluri și pensiuni și uneori spitale, se pot muta rapid dintr-o cameră în alta acolo unde exista blocuri de apartamente și se pot transporta dintr-un loc în altul în bagaje sau în mobilierul second hand sau chiar prin aparatură electrocasnică mutată dintr-un loc infestat într-unul neinfestat.

### Unde se ascund ploșnitele
Pentru ca au corpul aplatizat se pot ascunde cu ușurință în locurile foarte mici și înguste, cum ar fi în fisurile din parchet sau din perete, sub covoare, în spatele tapetului sau tavanului fals, în canapele sau ramele paturilor, în spatele tablourilor sau ramelor acestora și în multe alte locuri unde sunt dificil de identificat. În general prefera să rămână în grupuri, iar acolo unde există infestări mari este de asemenea și un miros specific neplăcut.